# رأيتهم يقتلون بن بركة
رأيتهم يقتلون بن بركة (بالفرنسية: J'ai vu tuer Ben Barka)‏ هو فيلم درامي فرنسي أخرجه سيرج لو بيغون وسعيد السميحي سنة 2005. يتحدث عن قضية اغتيال المهدي بن بركة.

## روابط خارجية
- رأيتهم يقتلون بن بركة على موقع IMDb (الإنجليزية)
- رأيتهم يقتلون بن بركة على موقع روتن توميتوز (الإنجليزية)
- رأيتهم يقتلون بن بركة على موقع ألو سيني (الفرنسية)
- رأيتهم يقتلون بن بركة على موقع Turner Classic Movies (الإنجليزية)
- رأيتهم يقتلون بن بركة على موقع أول موفي (الإنجليزية)
- رأيتهم يقتلون بن بركة على موقع فيلمافينيتي (الإسبانية)
- رأيتهم يقتلون بن بركة على موقع قاعدة بيانات الفيلم (الإنجليزية)
- رأيتهم يقتلون بن بركة على موقع ليتربوكسد (الإنجليزية)
- رأيتهم يقتلون بن بركة على موقع كينوبويسك (الروسية)